# Directive-cadre sur l'eau
Pour les articles homonymes, voir DCE.
Lire en ligne

sur Eur-lex

La directive-cadre sur l'eau ou DCE (2000/60/CE), souvent plus simplement désignée par son sigle DCE, est une directive de l'Union européenne du Parlement européen et du Conseil adoptée le 23 octobre 2000. 
Elle établit un cadre pour une politique globale communautaire dans le domaine de l'eau.
C'est l'élément majeur de la réglementation européenne concernant la protection des ressources en  eaux de surface : cours d'eau, plans d'eau, eaux de transition et eaux côtières ou souterraines.
Cette directive vise à prévenir et réduire la pollution de l'eau, promouvoir son utilisation durable, protéger l'environnement, améliorer l'état des écosystèmes aquatiques (zones humides) et atténuer les effets des inondations et des sécheresses.

## Historique
La DCE s'est, en partie, inspirée de lois françaises relatives à la gestion de l'eau : 
- La loi de 1964 qui instaure le principe d'une gestion de l'eau par grands bassins versants, les bassins hydrographiques rattachés aux grands fleuves français. Cette loi est également à l'origine de la création des agences de l'eau.
- La loi du 3 janvier 1992 sur l'eau qui organise la planification dans le domaine de l'eau. Elle prescrit l'élaboration d'un schéma directeur d'aménagement et de gestion des eaux (SDAGE) pour chacun des bassins hydrographiques. De plus, la loi établit une obligation de déclaration et de demande d'autorisation pour les projets pouvant avoir un impact sur les ressources en eau.

Au niveau européen, la DCE s'est appuyée sur des directives sectorielles mises en place à partir des années 1970, par exemple la Directive Poissons (78/659/CEE), la Directive Nitrates (91/676/CEE), Directive Eaux conchylicoles (79/923/CEE), Directive Eau potable (98/83/CE), Directive Eaux résiduaires urbaines (91/271/CEE)...
En 1995, faisant suite au constat que ces directives ne sont pas suffisantes pour protéger les milieux aquatiques et en particulier sur les aspects écosystémiques, le Conseil a pris la décision d'élaborer une directive-cadre européenne fixant les principes de base d'une politique de l'eau durable.

## Contenu, obligations
La mise en œuvre de la DCE se caractérise par la définition de moyens et l'atteinte d'objectifs.

### Moyens

#### Unités géographiques de référence
La DCE impose la gestion de l'eau à l'échelle du district hydrographique. Le district hydrographique est en effet le meilleur modèle pour une gestion de l'eau car c'est l'unité géographique et hydrologique naturelle, contrairement aux frontières administratives ou politiques. Un district hydrographique peut s'étendre sur plusieurs pays (États-membres ou États tiers). Une coordination ou une coopération doit être mise en place afin d'atteindre les objectifs.
Au sein de chaque district, l'unité d'évaluation de la DCE est la masse d'eau. C'est un découpage élémentaire des milieux aquatiques qui peut être de surface ou souterrain. A noter que les masses d'eau de surface peuvent être naturelles, fortement modifiées ou artificielles.

##### France
Il y a 12 bassins de gestion en vertu de l'arrêté de délimitation des bassins datant du 16 mai 2005:
- les sept bassins métropolitains : Adour-Garonne, Artois-Picardie, Loire-Bretagne, Rhin-Meuse, Rhône-Méditerranée, Corse, Seine-Normandie,
- et les 5 bassins d’outre-mer : Guadeloupe, Guyane, Martinique, La Réunion et Mayotte.Les unités hydrographiques français

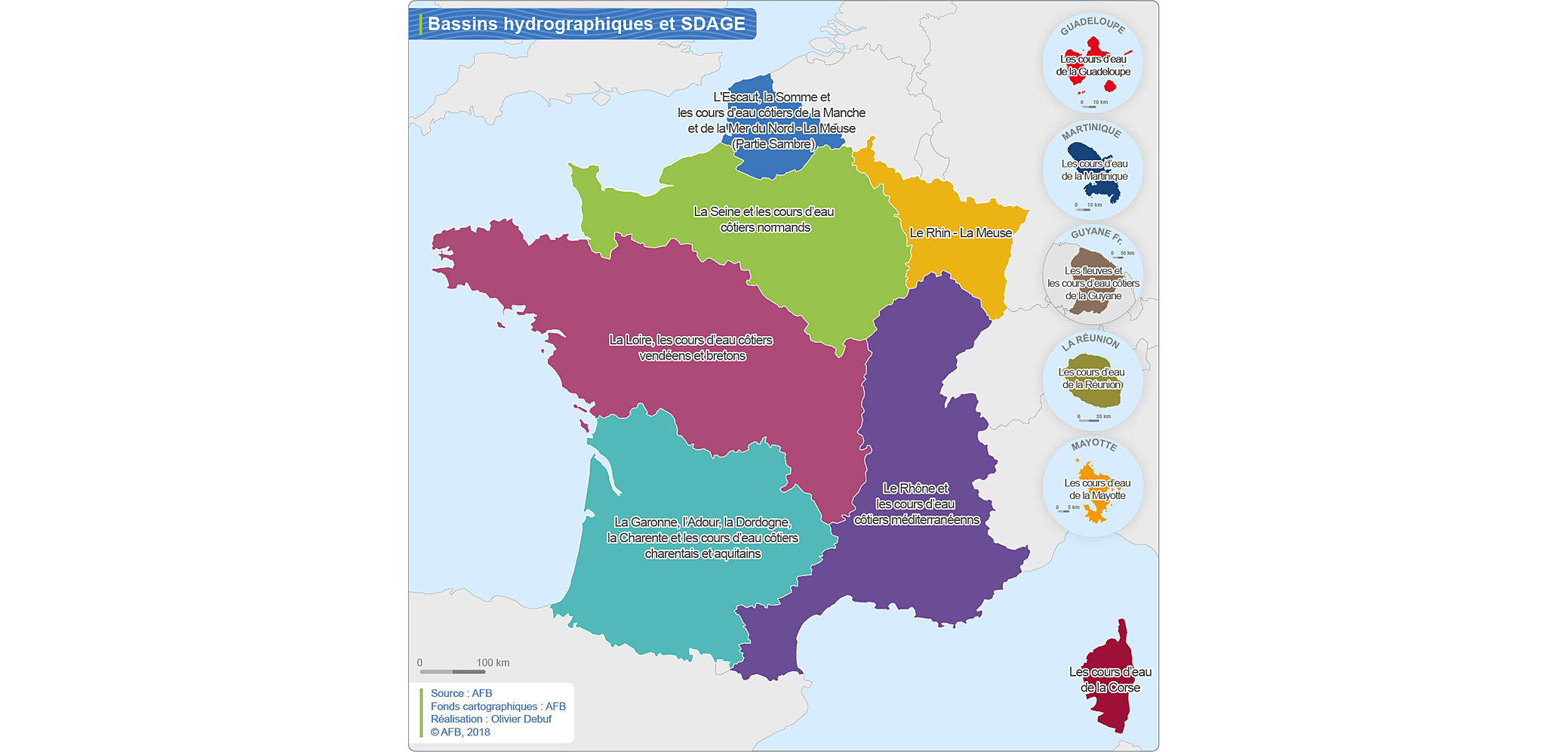
Les unités hydrographiques français

#### Planification
La DCE impose une planification par cycle de 6 ans et sa mise en œuvre repose sur 4 documents essentiels :

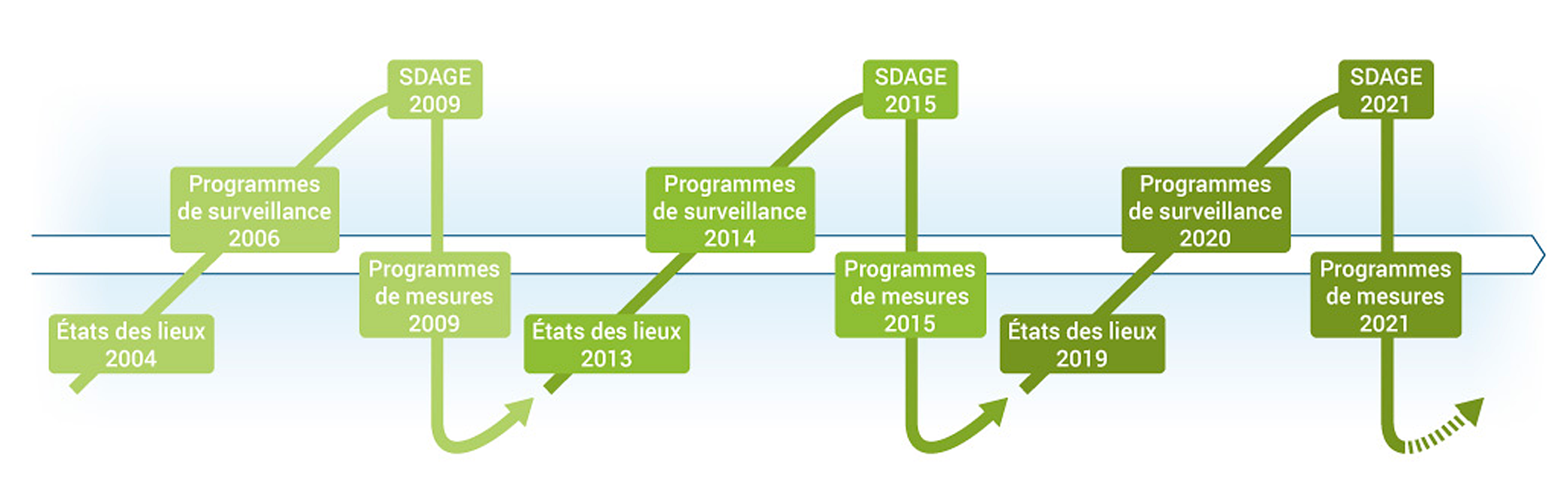
Cycle de mise en œuvre de la DCE en France

- l’état des lieux présente une photographie des activités et des usages sur le territoire et leurs impacts sur l’état des milieux aquatiques ;
- le programme de surveillance décrit le dispositif de suivi de l’état des milieux ;
- le plan de gestion (SDAGE en France) par district fixe les objectifs d’état à atteindre ;
- le programme de mesures définit les actions concrètes qui vont permettre d’atteindre les objectifs fixés.

Les États membres devaient encourager la concertation et la participation active de toutes les parties prenantes concernées par la mise en œuvre de cette directive, y compris dans l'élaboration des plans de gestion.

##### France
La DCE est retranscrite en droit français avec la loi de transposition n° 2004-338 du 21 avril 2004 les principes d’application de la DCE au L212-1 à L212-2-3 et pour la Corse :  les articles L4424-36 et R4424-32-1 et 2 du CGCT.          

### Objectifs

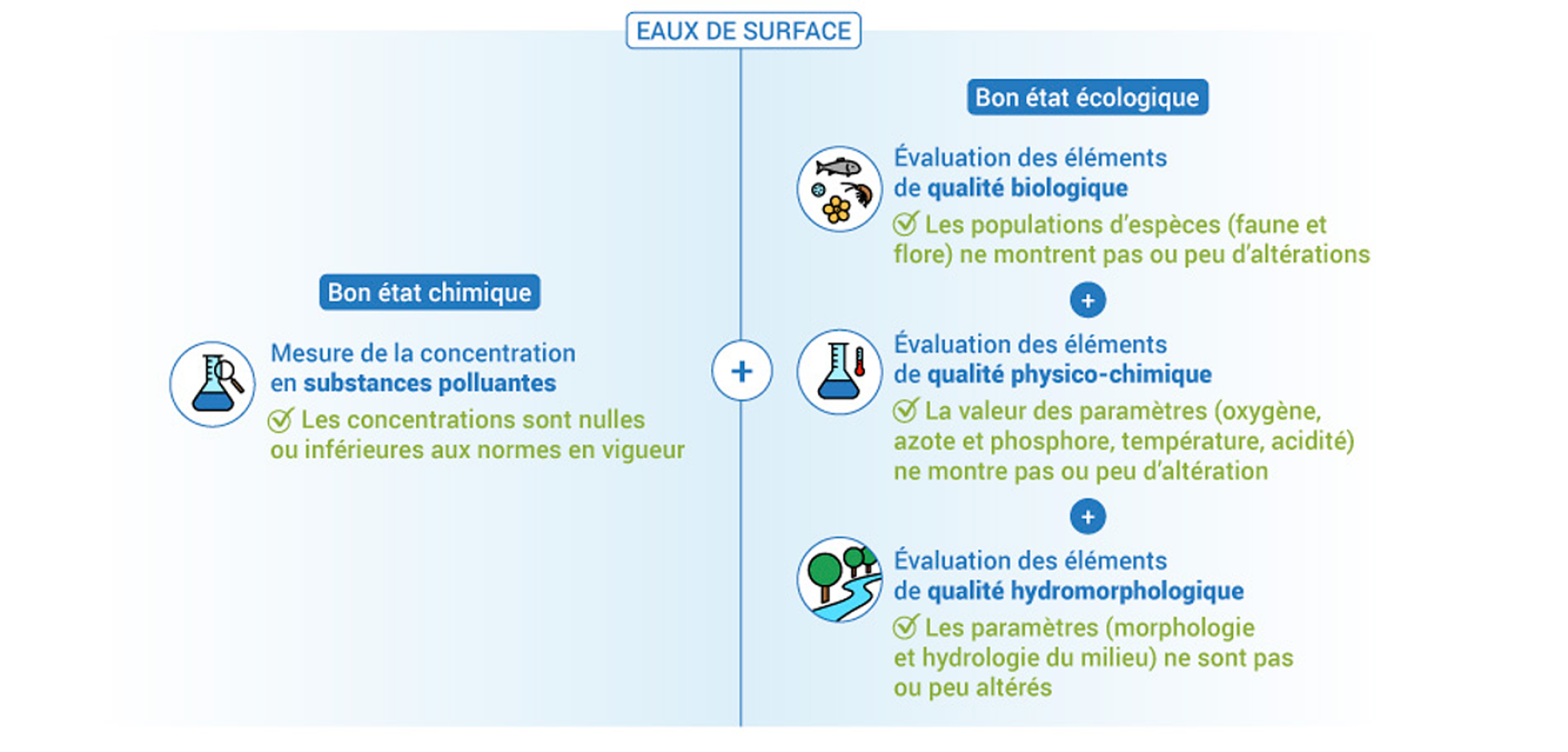
L'évaluation du bon état des eaux de surface

L'article 4 de la DCE définit les objectifs environnementaux à atteindre : 
- Pour les eaux de surface :

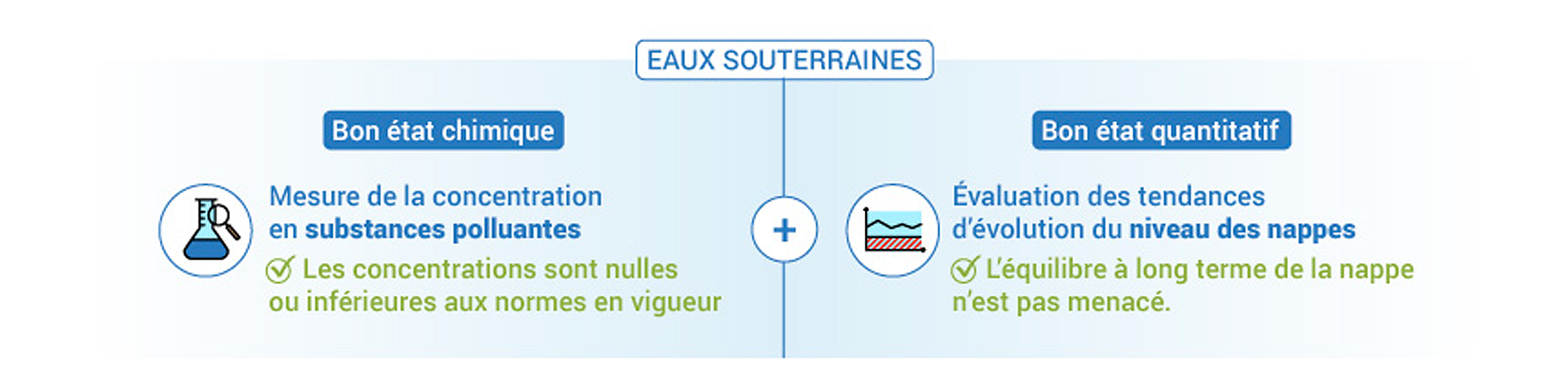
L'évaluation du bon état des eaux souterraines

  - la non détérioration de l'état de toutes les masses d'eau,
  - l'atteinte en 2015 du « bon état » écologique des masses d'eau naturelles ou du « bon potentiel » des masses d'eau fortement modifiées et artificielles,
  - l'atteinte en 2015 du « bon état » chimique des masses d'eau,
  - la réduction des pollutions dues aux substances prioritaires et l'arrêt ou la suppression des émissions, des rejets et des pertes des substances dangereuses prioritaires

- Pour les eaux souterraines :
  - la non détérioration de l'état de toutes les masses d'eau,
  - l'atteinte en 2015 du « bon état » quantitatif des masses d'eau,
  - l'atteinte en 2015 du « bon état » chimique des masses d'eau,
  - l'inversion de toute tendance à la hausse, significative et durable, de la concentration de tout polluant résultant de l'activité humaine.

- Pour les zones protégées :
  - l'atteinte en 2015 des normes et des objectifs définis dans les législations communautaires ad-hoc

Les zones protégées sont des zones désignées dans le cas d'une législation communautaire spécifique concernant la protection des eaux ou la conservation des habitats et des espèces dépendant de l'eau (zones Natura 2000, sites de baignades, zones vulnérables nitrates, captages d'eau potable, zones sensibles directive Eaux Résiduaires Urbaines, zones de production conchylicole) 
Pour répondre à ces objectifs, les États membres doivent mettre en place des dispositifs de surveillance et d'évaluation de masses d'eau de surface et souterraine. Alternativement, il est prévu la définition d’« objectifs moins stricts » (ou adaptés) pour certaines eaux. Lorsque l'atteinte du bon état écologique ou chimique d'une masse d'eau n'est pas possible à court terme, des objectifs intermédiaires peuvent être fixés pour un ou plusieurs éléments de qualité. Ces objectifs intermédiaires constituent une étape vers le bon état, en attendant de pouvoir l'atteindre. Cependant, la réglementation impose que l'état actuel de la masse d'eau ne se dégrade pas, même si l'objectif de bon état n'est pas encore atteint. Chaque objectif intermédiaire doit être justifié au niveau de chaque masse d'eau concernée, en fonction des conditions spécifiques. De plus, ces objectifs sont réévalués et ajustés si nécessaire lors de chaque révision du plan de gestion, soit tous les 6 ans.

#### Report
Il est possible de demander un report de l'atteinte du bon état des masses d'eaux pour les motifs suivants :
- Faisabilité technique
- Coûts disproportionnés
- Conditions naturelles (le report est possible au-delà de 2027).

#### France
La loi n° 2006-1772 du 30 décembre 2006 sur l'eau et les milieux aquatiques complète la boite à outils de la mise en œuvre de la politique de l’eau

## Surveillance
L'article 8 de la DCE stipule que les États membres doivent établir des programmes de surveillance de l'état des eaux au niveau du district hydrographique qui doivent être mis à jour tous les 6 ans. L'objectif est de fournir une image cohérente et complète de l'état des eaux du district. Deux réseaux principaux composent le programme de surveillance avec des finalités spécifiques:
- Le réseau de contrôles de surveillance (RCS) est un réseau de sites pérennes répartis sur l'ensemble du territoire dont l'objectif est de suivre l'état général des eaux. Il permet d'évaluer les changements à long-terme naturels et anthropiques.
- Le réseau de contrôles opérationnels (RCO) est un réseau surveillant des masses d'eau risquant de ne pas atteindre leurs objectifs environnementaux et évaluant l'impact des mesures mises en place pour améliorer l'état.

Des contrôles ponctuels supplémentaires peuvent également être mis en place:
- Des contrôles d'enquête sont effectués lors de pollutions accidentelles ou lorsque les causes de la non-atteinte des objectifs environnementaux sont inconnues.
- Des contrôles additionnels sont requis pour les zones protégées, particulièrement les captages (selon les dispositions relative à l'eau potable) et les zones habitats ou de protection d'espèces.

Les fréquences des contrôles dépendent:
- du type de réseau : RCS, RCO
- de la masse d'eau : eau de surface (cours d'eau, plans d'eau, eaux de transition et eaux côtières) ou eau souterraine.
- du paramètre suivi: biologique, chimique, hydromorphologique, physico-chimique et quantitatif

En France, sur plus de 11 000 masses d'eau de surface, environ 4500 masses sont effectivement surveillées. L'arrêté du 25 janvier 2010 définit les modalités du suivi des eaux de surface tandis que l'arrêté du 17 décembre 2008 aborde celui des eaux souterraines.

## Évaluation de l'état des masses d'eau
L'évaluation de l'état des masses d'eau s'appuie en partie sur les données collectées dans le cadre de la surveillance. Elle prend en compte des paramètres différents (biologiques, chimiques, hydromorphologiques, physico-chimiques et quantitatif) suivant qu'il s'agisse de masses d'eau de surface ou d'eau souterraine.
Le principe appliqué est celui du "one-out all-out" (un mauvais, tous mauvais). Le statut global d'une masse d'eau ne peut être considéré comme "bon" que si tous les éléments de qualité écologique sont eux-mêmes au moins "bons". Cela garantit que toutes les pressions sur l'eau sont prises en compte.

### France
La délimitation des masses d'eau et l'état des lieux est précisée dans l'arrêté du 12 janvier 2010.

### Masses d'eau de surface
Deux états sont évalués pour les masses d'eau de surface : l'état écologique et l'état chimique.
L'état écologique est déterminé à l’aide d’éléments de qualité (EQ) biologiques (espèces végétales et animales), hydromorphologiques (continuité, hydrologie, morphologie) et physico-chimiques, appréciés par des indicateurs.

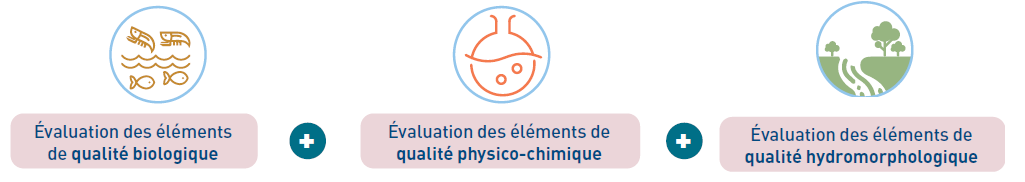
Les différentes parties de l'état écologique

#### Évaluation de l'état écologique des masses d'eau de surface
L’état écologique d’une masse d’eau de surface est le reflet de l'état de santé de ses écosystèmes. Autrement dit, il s'agit de l'évaluation de la qualité de la structure et du fonctionnement des écosystèmes aquatiques.
Pour chaque type de masse d’eau (par exemple : petit cours d’eau de montagne, lac peu profond de plaine, côte vaseuse...), l'état écologique s'évalue par un écart aux « conditions de référence » définies pour ce type. On entend par « conditions de référence » l'état dans lequel serait la masse d'eau et ses écosystèmes s'ils n'étaient pas (ou très peu) influencés par l'être humain et ses activités. Les conditions de référence sont donc définies pour chaque paramètre et pour chaque type, par exemple, quelle est la population de poissons présente dans un petit cours d’eau de montagne si la masse d’eau n’est pas influencée par l’activité humaine.
L'état écologique se compose de cinq classes : très bon, bon, moyen, médiocre et mauvais. Plus l'écart aux conditions de référence est important, plus l'état est dégradé (très bon --> mauvais).

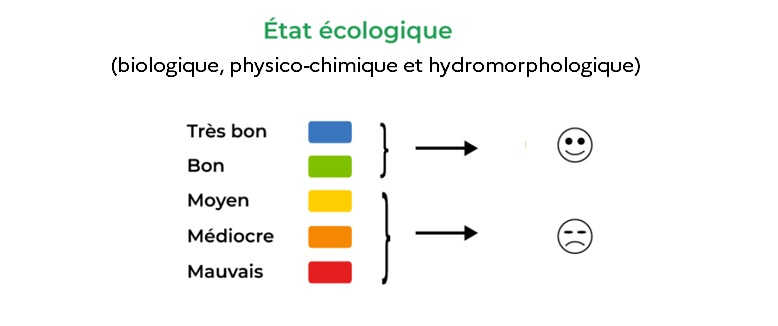
Les classes d'état écologique des masses d'eau de surface

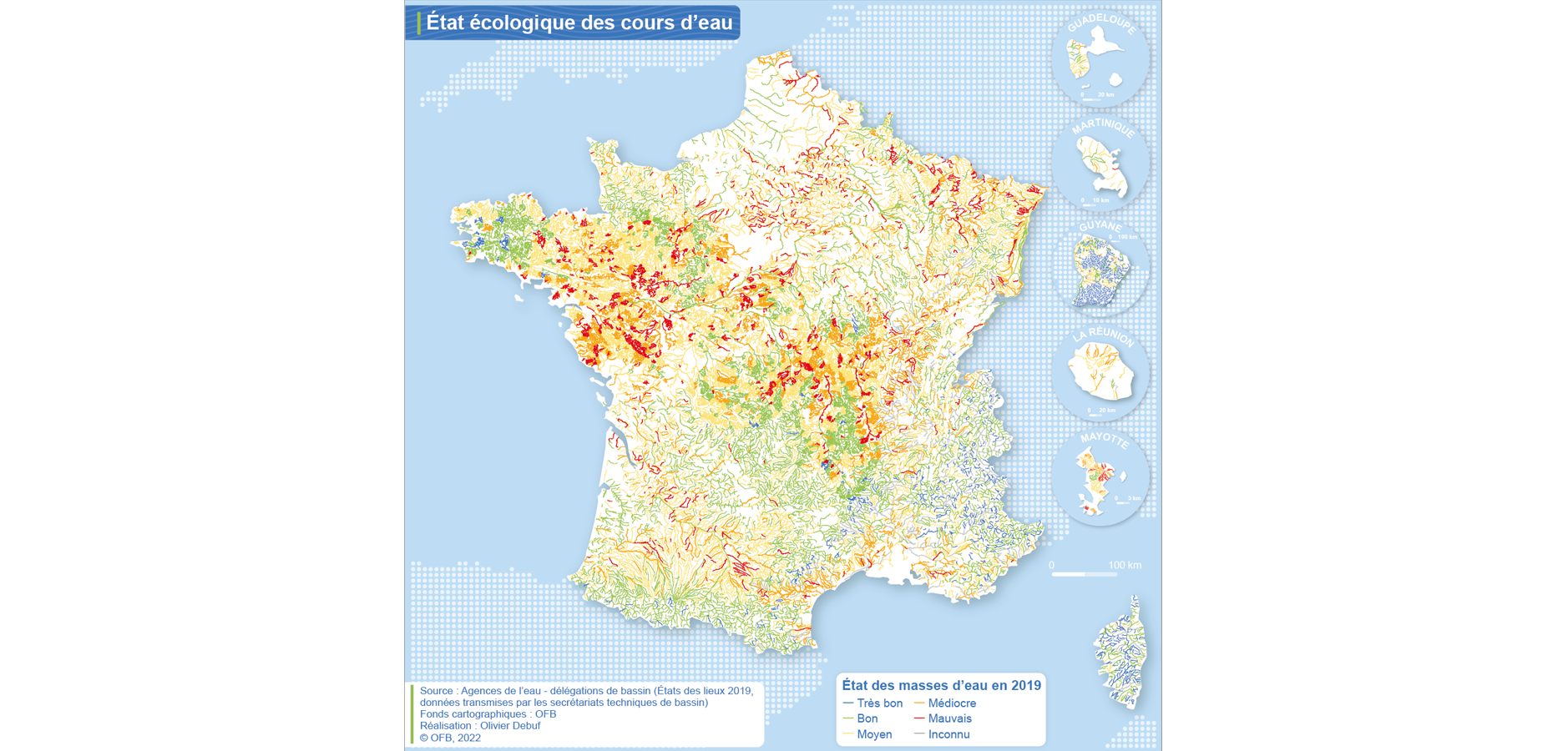
Carte de l'état écologique des cours d'eau français en 2019

C'est l’agrégation de ces différents éléments de qualité qui définit l'état écologique selon le principe de l'élément déclassant (one-out all-out). Ainsi, il suffit qu'un seul élément de qualité soit en état moyen, pour que l'état écologique de la masse d'eau soit moyen, même si les autres éléments sont en état bon ou très bon. 

##### Éléments de qualité biologiques
En fonction de la catégorie de masses d'eau (cours d'eau, plans d'eau, eaux côtières et eaux de transition), les éléments de qualité biologiques à prendre en compte pour l'évaluation diffèrent. Ce sont des bioindicateurs sensibles à des pressions chimiques, physico-chimiques, et hydromorphologiques, diffuses et ponctuelles. Pour un diagnostic plus robuste et complet, les différents éléments de qualité biologique sont sensibles à différents types de pression et répartis à différents endroits du milieu. Certains éléments de qualité ne s’appliquent pas à certains types de masses d’eau. On peut cependant les regrouper en 4 catégories :
- Le phytoplancton ;
- La flore aquatique autre que phytoplancton (diatomées, macrophytes, macroalgues, angiospermes) ;
- Les macroinvertébrés benthiques ;
- Les poissons (ichtyofaune)Exemples d'espèces de diatomées pouvant servir à l'élaboration de l'indicateur qualité biologique

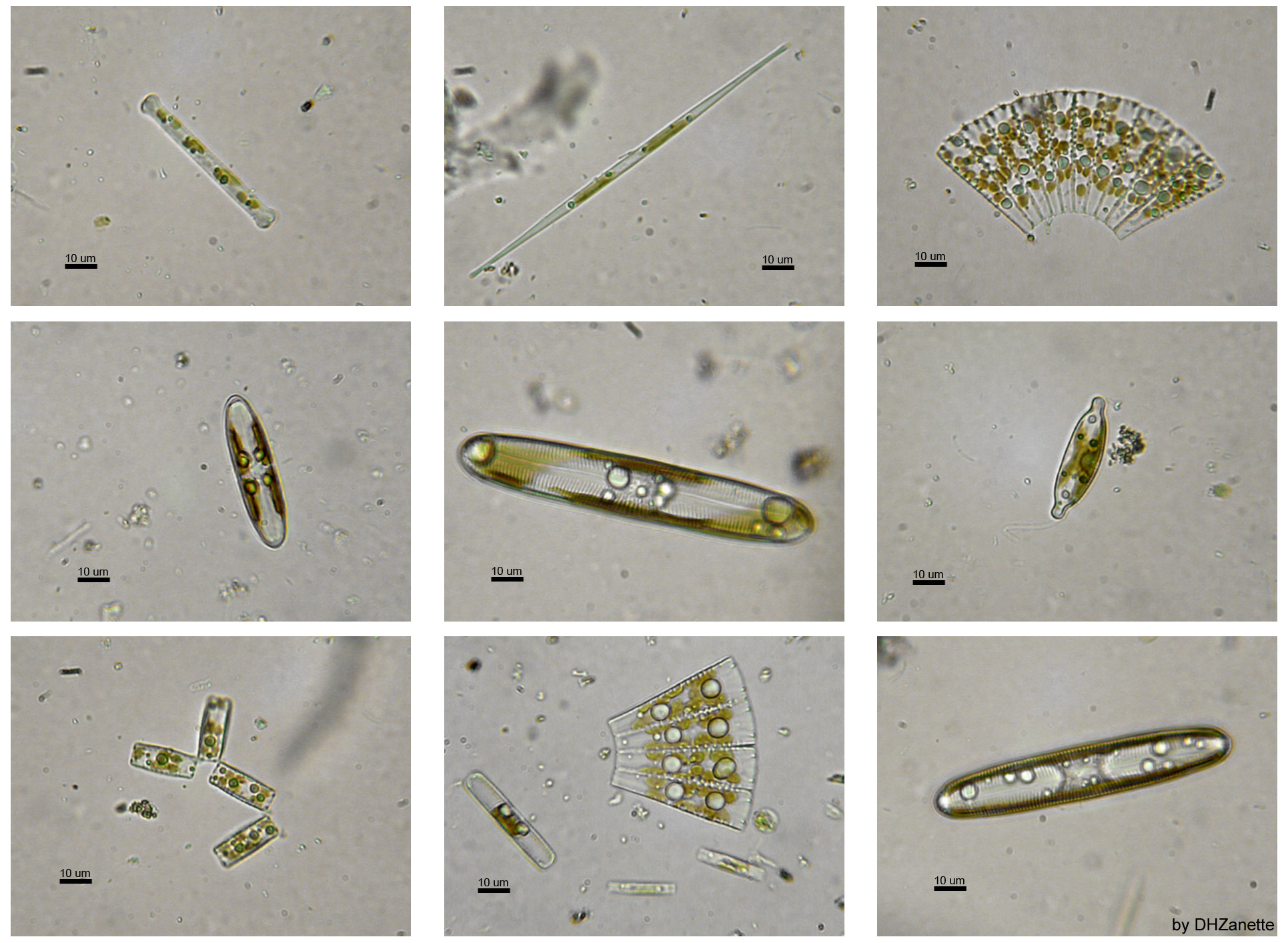
Exemples d'espèces de diatomées pouvant servir à l'élaboration de l'indicateur qualité biologique

La liste faunistique ou floristique renseigne sur le degré de pression anthropique en se basent sur le fait que certaines espèces sont très sensibles aux pressions anthropiques, et ne peuvent survivre que dans des situations (quasi) pristines tandis que certaines espèces résistent très bien aux pressions anthropiques. À la fin, des études statistiques à partir du jeu national de données de surveillance permettent ainsi de faire correspondre un score écologique à une liste faunistique/floristique donnée.
L'évaluation des éléments de qualité biologiques se base sur des indicateurs définis par la communauté scientifique. Par exemple en France, pour évaluer l'élément de qualité biologique poisson en cours d'eau, on utilise l'Indice Poisson Rivière (IPR).
Pour garantir une évaluation cohérente au niveau européen, les seuils des indicateurs biologiques définis dans chaque État membre sont comparés les uns aux autres. On dit qu'ils sont intercalibrés (ou inter-étalonnés). Si l'indicateur d'un pays donné s'éloigne trop de la moyenne européenne, il n'est pas validé par la communautés scientifique européenne et doit être révisé.

##### Éléments de qualité physico-chimiques
Les éléments de qualité physico-chimiques sont considérés comme des éléments support de la biologie (cela sous-tend un lien entre les écosystèmes et la qualité  de l'eau). Les éléments de qualité physico-chimiques à prendre en compte pour l'évaluation de l'état sont regroupés en 7 catégories : 
- transparence
- température
- oxygénation
- acidification
- salinité
- nutriments (azote, phosphore)
- polluants spécifiques de l'état écologique (PSEE) : substances définies par chaque État membre comme ayant un impact sur les écosystèmes

###### Les PSEE
La liste des PSEE est définie au niveau des bassins hydrographiques (10 à 20 par bassin) dont les normes sont définies au niveau national. Pour évaluer l'état de la masse d'eau, on effectue une comparaison des concentrations prélevées avec des normes de qualité environnementale NQE)
Tous les PSEE doivent respecter les NQE pour que l’EQ PSEE soit en bon état.

##### Éléments de qualité hydromorphologiques
En fonction de la catégorie de masses d'eau (cours d'eau, plans d'eau, eaux côtières et eaux de transition), les éléments de qualité hydromorphologiques à prendre en compte pour l'évaluation diffèrent. On peut cependant les regrouper en 3 catégories :
- Régime hydrologique (quantité et dynamique du débit d'eau, connexion aux masses d'eau souterraine, temps de résidence) ;
- Conditions morphologiques (variation de profondeur et de largeur, quantité, structure et substrat du lit/côte, structure de la rive/zone intertidale) ;
- Continuité de la rivière (pour les masses d'eau cours d'eau) qui prend en compte par exemple les obstacles à l'écoulement

L’évaluation hydromorphologique se fait sur la base de l’avis d’expert, orienté par le SYRAH CE (Système Relationnel d’Audit Hydromorphologique des cours d’eau) pour l’hexagone, et le RHUM (Référentiel hydromorphologique ultra marin) pour l’Outre mer. Ces deux bases de données permettent une évaluation harmonisée des pressions hydromorphologiques et des risques d’altération des cours d’eau qui en découlent.
Les aménagements et usages liés aux cours d’eau sont décrits, le plus précisément possible, en utilisant des données standardisées, homogènes, et faciles à mobiliser : couches cartographiques nationales (BD TOPO, ROE, Corine Land Cover...). Puis un calcul de manière statistique est sur les probabilités que les différents éléments de qualité de l’ hydromorphologie soient altérés, compte tenu des aménagements et usages recensés.
Un nouvel outil mutualisé, libre et facilement transférable pour le prochain état des lieux PRHYMO (Plateforme Pressions et Risques d’impacts HYdroMOrphologiques).

##### Cas des masses d’eau artificielles ou fortement modifiées
Les États membres peuvent désigner une masse d'eau de surface comme étant artificielle (MEA) ou fortement modifiée (MEFM) lorsque : 
Les modifications à apporter aux caractéristiques hydromorphologiques de cette masse d'eau pour obtenir un bon état écologique auraient des incidences négatives importantes sur : 
- l'environnement au sens large
- la navigation, y compris les installations portuaires, ou les loisirs
- les activités aux fins desquelles l'eau est stockée, telles que l'approvisionnement en eau potable, la production d'électricité ou l'irrigation
- la régularisation des débits, la protection contre les inondations et le drainage des sols
- d'autres activités de développement humain durable tout aussi importantesExemple de masse d'eau artificielle : Chenal d'un cours d'eau

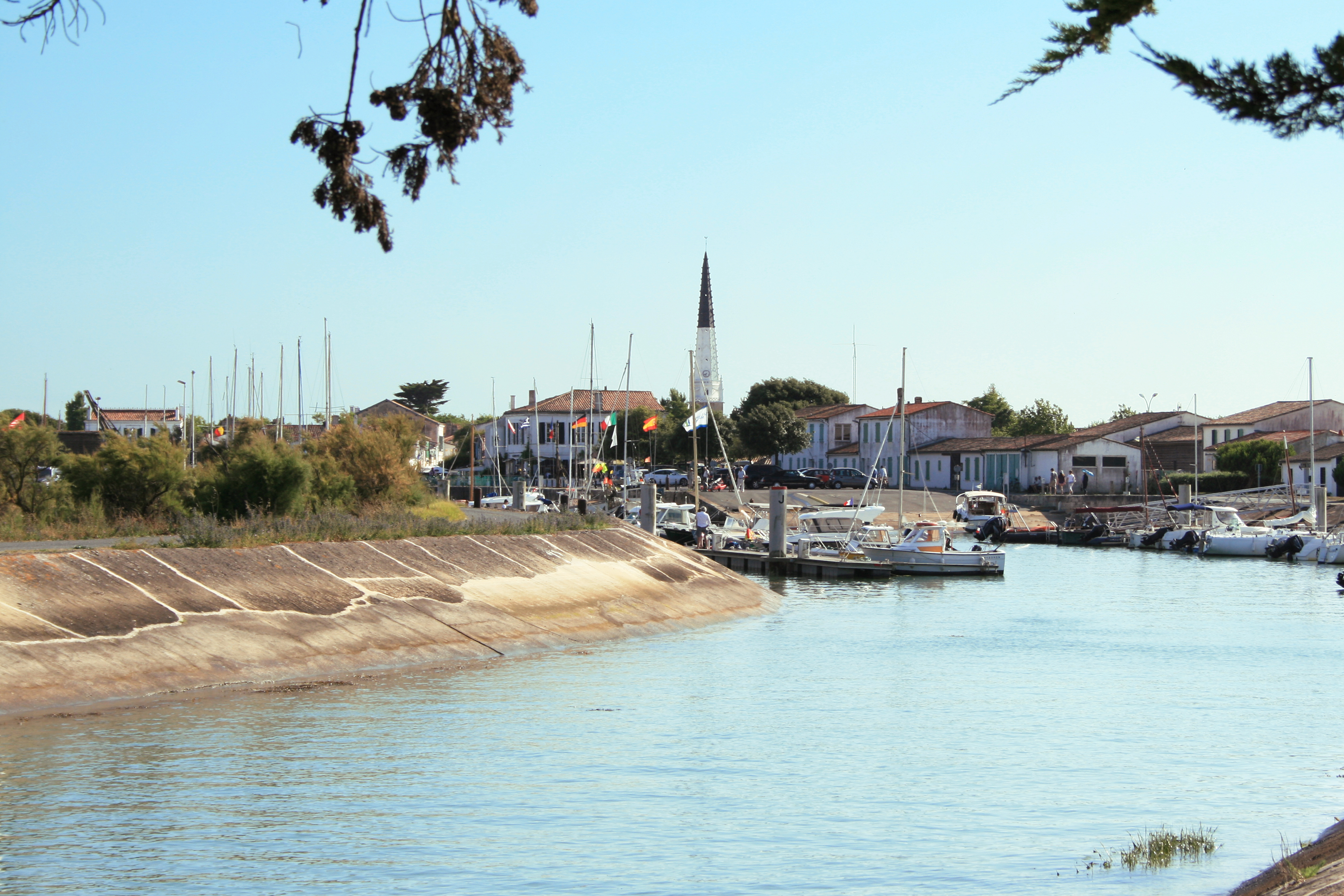
Exemple de masse d'eau artificielle : Chenal d'un cours d'eau

Les objectifs bénéfiques poursuivis par les caractéristiques artificielles ou modifiées de la masse d'eau ne peuvent, pour des raisons de faisabilité technique ou de coûts disproportionnés, être atteints raisonnablement par d'autres moyens qui constituent une option environnementale sensiblement meilleure.
Lorsque les conditions précédentes sont remplies, les masses d’eau sont désignées en MEA ou MEFM. On adapte l'objectif écologique alors en « bon potentiel écologique ».
Tous les éléments de qualité doivent être pris en compte mais sont adaptés pour prendre en compte les altérations hydromorphologiques imputables aux contraintes techniques obligatoires (CTO), seront utilisés pour l’évaluation en 2025
- cours d’eau diatomées et physico chimie
- plans d’eau invertébrés, poisson, macrophytes diatomés phytoplancton et physico chimie

Le potentiel écologique est évalué en croisant les classes d’état de ces éléments de qualité avec l’intensité des pressions hydromorphologiques non générées par les CTO.
Une typologie des MEFM et MEA proposé pour  définir les contraintes techniques obligatoires associées à la désignation en MEA/MEFM. Les mêmes usages entraînenent les mêmes modifications hydromorphologiques entrainant les mêmes impacts supposés sur la biologie.

#### Évaluation de l'état chimique des masses d'eau de surface
L’état chimique d’une masse d’eau de surface est le reflet du niveau de contamination par les polluants anthropiques.
Une liste de substances ou groupes de substances est définie de manière commune au niveau européen avec pour chacune des seuils de qualité nommés normes de qualité environnementale (NQE). La NQE est la limite de concentration au delà de laquelle la substance est considérée comme ayant un impact significatif sur l’environnement et la santé humaine. Ces NQE peuvent être définies dans l'eau, le biote ou les sédiments. Ces substances et les NQE associées sont définies dans la directive 2013/39/UE. On peut retrouver par exemple dans ces listes des métaux lourds, des pesticides, des polluants industriels, des hydrocarbures aromatiques polycycliques (HAP), etc.
Ces substances peuvent être classées en 2 types en fonction des objectifs à atteindre : 
- substances Prioritaires : réduction progressive,
- substances Dangereuses Prioritaires : suppression progressive.

Les listes de substances et leurs NQE associées évoluent en fonction des connaissances scientifiques acquises via notamment des campagnes spécifiques de surveillance.
L’état chimique se compose de 2 classes :
- bon état chimique : toutes les substances de la liste ont une concentration inférieure à la NQE,
- non atteinte du bon état chimique : au moins une substance de la liste a une concentration supérieure à la NQE.

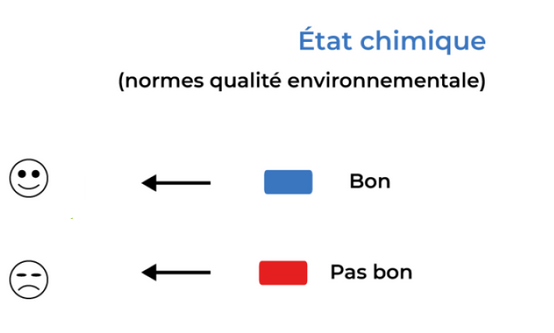
Les classes d'état chimiques des masses d'eau de surface

La directive 2009/90/CE relative à la qualité et à la comparabilité de la surveillance chimique définit les critères de performances minimales à respecter pour garantir la qualité des résultats d’analyses au niveau européen.

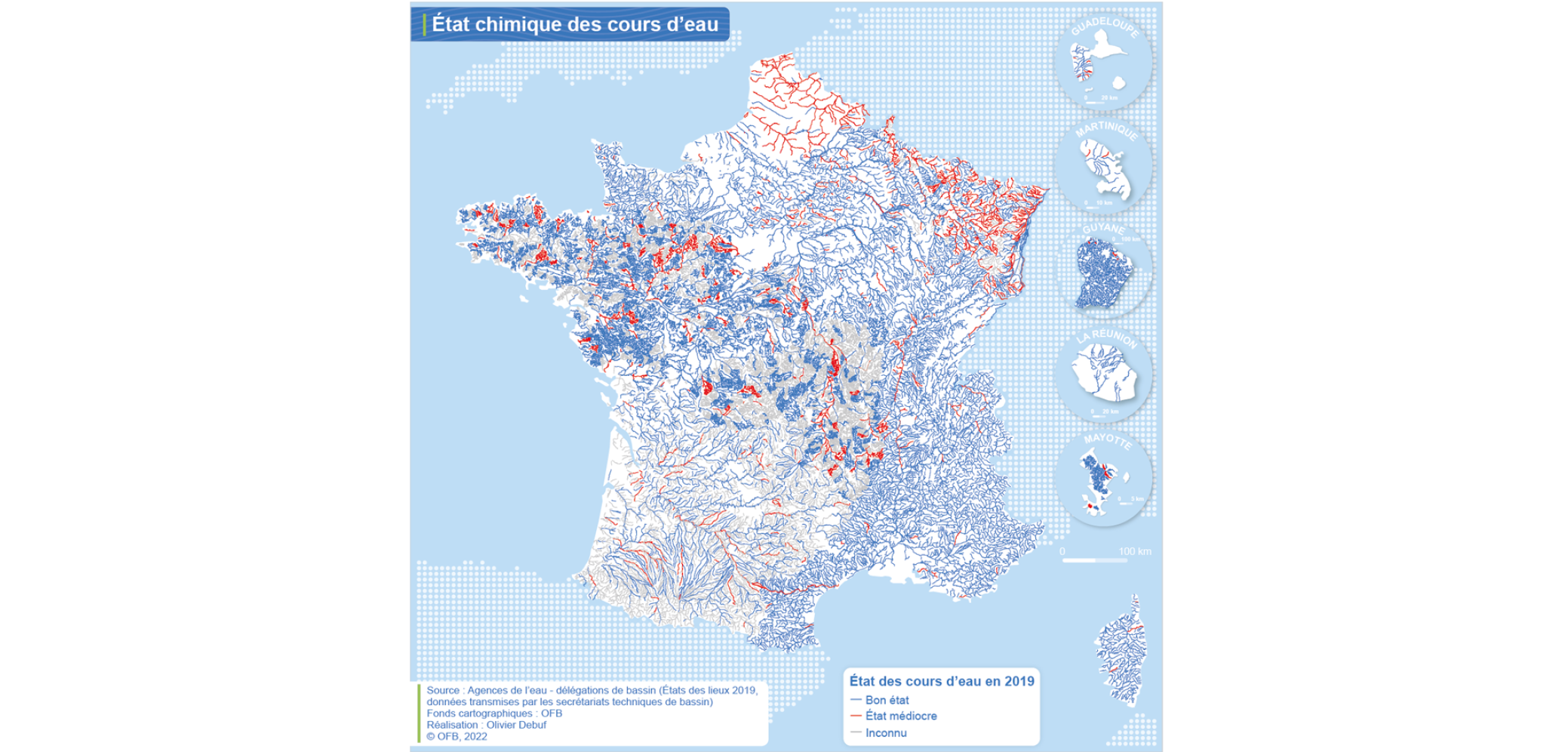
Carte de l'état chimique des cours d'eau français en 2019

Certaines substances de la liste sont nommées « ubiquistes », ce sont des composés chimiques émis par les activités humaines, à caractère persistant, bioaccumulable et toxique. Elles sont présentes de façon quasi systématique dans l’environnement et sont la principale cause de déclassement de l’état chimique. Parmi les substances ubiquistes on retrouve par exemple les hydrocarbures aromatiques polycycliques (HAP), le PFOS (acide perfluorooctane-sulfonique), les composés du tributylétain, le diphénylétherbromé, les dioxines, l’hexabromocyclododécane, l’heptachlore ou encore le mercure. Bien que ces substances ubiquistes fassent partie de l’évaluation de l’état chimique, les États membres son autorisés à présenter séparément l’incidence de ces substances sur l’état chimique de façon à ne pas masquer l’amélioration de la qualité de l’eau obtenu en ce qui concerne les autres substances. 

### Masses d'eau souterraine
Deux états sont évalués pour les masses d'eau souterraine : l'état quantitatif et l'état chimique. La procédure d'évaluation globale de l'état des masses d'eau souterraine comprend différents tests, dont certains portent à la fois sur l'état chimique et quantitatif. Il s’agit en effet d'évaluer dans quelle mesure la masse d'eau souterraine pourrait être à l'origine de la dégradation des eaux de surface et/ou écosystèmes terrestres associés, du fait de prélèvements réalisés ou de polluants présents dans celle-ci.

#### État quantitatif
Le bon état quantitatif d'une masse d'eau souterraine est atteint si le taux annuel moyen de captage à long terme ne dépasse pas la ressource disponible et qu'il n'y a pas de conséquences sur les eaux de surface et les écosystèmes terrestres associés.
L'état quantitatif est donc évalué par quatre tests : 
- Test balance : évaluation de l’équilibre entre la ressource disponible et les prélèvements à l’échelle de la masse d’eau,
- Test eaux de surface : évaluation de l'impact du niveau de l'eau sur l’état écologique des eaux de surface et sur les objectifs environnementaux,
- Test écosystème terrestres : évaluation de l'impact du niveau de l'eau sur les écosystèmes terrestres associés,
- Test intrusion salée : évaluation de l'impact des prélèvements sur la direction des écoulements et donc des intrusions salées.

À noter que seuls les tests « pertinents », c'est-à-dire correspondant à un risque identifié doivent être menés.
Il existe 2 états : bon ou médiocre. Si pour au moins un test, la masse d'eau est en état médiocre alors l'ensemble de la masse d'eau est classée en état médiocre pour l'état quantitatif.

#### État chimique
Le bon état chimique d’une masse d’eau souterraine est atteint si les concentrations de polluants ne dépassent pas les normes de qualité applicables et qu'il n'y a pas de conséquences sur la qualité des eaux de surface et écosystèmes terrestres associés.
L'évaluation de l'état chimique est donc réalisée par 5 tests :
- Test qualité générale : évaluation des dépassements de valeur seuil des polluants et de l'impact sur l'environnement,
- Test zones protégées alimentation en eau potable (AEP) : évaluation de l'impact des polluants sur la qualité des eaux destinées à la consommation humaine
- Test eaux de surface : évaluation de l'impact des polluants sur les eaux de surface et sur les objectifs environnementaux,
- Test écosystème terrestres : évaluation de l'impact des polluants sur les écosystèmes terrestres associés,
- Test intrusion salée : vérification qu'il n'y a pas d'effets d'une invasion salée ou autre

La liste des polluants pris en compte dans l'évaluation est dépendante des états membres.
Il existe 2 états : bon ou médiocre. Si pour au moins un test, la masse d'eau est en état médiocre alors l'ensemble de la masse d'eau est classée en état médiocre pour l'état chimique.

##### France
La prévention et limitation des introduction de polluants dans les eaux souterraines est précisée dans l'arrêté du 12 janvier 2010 .

## Implications financières et légales
Dès 2010, chaque État membre de l'UE devait par une tarification appropriée inciter à économiser les ressources en eau et récupérer les coûts des services liés à l'utilisation de l'eau (dont coûts pour l'environnement et les ressources). Il devra aussi édicter des sanctions effectives, « proportionnées et dissuasives » en cas violation de la directive-cadre.
Une liste de polluants prioritaires (« substances prioritaires ») est inscrite en annexe X de la directive-cadre, qui feront l'objet d'une surveillance particulière.

## Bilan 2007 et évolution
En 2007, l'UE constatait une « transposition médiocre », une coopération internationale insuffisante (même si elle félicite les avancées pour le bassin du Danube). L'UE déplore aussi une « absence d’analyse économique » qui sont les premières lacunes identifiées.
Par ailleurs, la directive cadre avait reconnu et identifié quatre domaines où il fallait de nouveaux textes législatifs spécifiques : 
- les eaux souterraines (cf. Article 17 de la DCE) : une nouvelle directive sur les eaux souterraines[19] a été adoptée par le Parlement européen et le Conseil.
- les substances prioritaires ; Substances chimiques polluant principalement les eaux de surface et touchant l'ensemble de l'UE. (cf. article 16 de la DCE) : une proposition[20] de directive relative aux substances prioritaires est encore en cours de négociation en 2007.
- Les inondations : une proposition[21] de directive concernant l'évaluation et la gestion des inondations est à l'étude en 2007.
- Le milieu marin[22] : La directive-cadre sur la stratégie pour la protection du milieu marin a été adoptée en 2008.

Dans le cadre de la révision, prévue, de la directive, les résidus de médicaments et perturbateurs endocriniens ont fait l'objet d'une attention plus soutenue.
La directive cadre sur l'eau complétée par la directive « Substances prioritaires » 2013/39/CE liste 53 substances  [dont l'absence est] caractéristique du bon état chimique de l'eau, 21 de ces substances sont dites « dangereuses prioritaires » et leur rejet doit être effectué d'ici au plus tard en 2033, 24 substances prioritaires doivent voir leurs émissions réduites, et 8 substances supprimées (hors DCE). A ces substances viennent s'ajouter neuf polluants dont l'absence est également caractéristique du bon état écologique de l'eau.
L'État français a choisi de se fixer comme objectif la réduction de 50% des émissions de "substances dangereuses prioritaires" entre 2004 et 2015, 30% de réduction pour les "substances prioritaires". L'émission des 8 substances hors DCE doit être réduite de 50% dans les mêmes délais et 7 des 9 polluant écologique avaient un objectif de réduction de 10% en 10 ans. (pour la liste complète)
En 2018, 5 substances ont été retirées de la liste des substances à surveiller, en raison de données indiquant une bonne qualité d'eau par rapport à la faible présence de ces molécules :
- triallate (herbicide)
- oxadiazon (herbicide)
- 2,6-ditert-butyl-4-méthylphénole (antioxydant synthétique)
- le diclofénac (anti-inflammatoire non stéroïdien).
- 2-éthylhexyl-4-méthoxycinnamate (protection contre les UV)

Parallèlement trois substances sont venues s'ajouter à la liste :
- métaflumizone (insecticide)
- amoxicilline (antibiotique)
- ciprofloxacine (antibiotique)

## Évaluation
En 2012, un document dit « Blueprint » ayant valeur de bilan à mi-parcours pour les plans de gestion de district hydrographique (principal outil d'application de la Directive) a été publié par la direction générale de l'environnement de la Commission européenne, promouvant la poursuite d'objectifs de gestion écologique et durable des ressources en eau, notamment au moyen de techniques de gestion restauratoire et de génie écologique dites  « « NWRM » (Natural Water Retention Measures) », également promus par la Directive inondation, la Stratégie 2020 pour la biodiversité, ou la Politique agricole commune.
Dans la perspective du dérèglement climatique et du « plan d'action pour la sauvegarde des ressources en eau de l’Europe » de la Commission, ces mesures doivent contribuer au bon état écologique, mais aussi « mettre en valeur et de préserver les capacités de rétention d'eau des aquifères, du sol et des écosystèmes. Elles ont le potentiel de répondre à des bénéfices multiples : la réduction des risques liés aux inondations et aux sécheresses, l'amélioration de la qualité de l'eau, la recharge des aquifères et l'amélioration des habitats ».

### Avancement en France
Conformément à la convention d’Aarhus et à l’article 14 de la D.C.E, le public a été consulté en 2005 sur les « états des lieux » (par bassins). L'élaboration des documents du SDAGE s'est faite, avec en 2008 une consultation (par les comités de bassin) des citoyens. Une consultation devait en 2009 concerner les “ parties intéressées ” (institutions et assemblées).
Au début de 2009, étaient disponibles, en attente d'avis puis validation :
- le projet de SDAGE 2010-2015,
- le projet de programme de mesures 2010-2015 et un additif à ces projets,
- l’évaluation environnementale
- l’avis du Préfet coordonnateur de bassin sur l’évaluation environnementale
- la synthèse de l’avis du public.

Le  schéma national des données sur l'eau impose la mise à disposition du rapportage de la France, c'est-à-dire des rapports de mise en œuvre des directives européennes dans le domaine de l’eau, sur le site Eaufrance (avec données et  synthèses), en même temps qu’ils sont communiqués à l’Europe.
Toute la réglementation et divers documents de référence sont aussi consultables sur le site.

## Prospective et enjeux de recherche
De nouveaux outils apparaissent comme le barcoding moléculaire et le métabarcoding, la possibilité de filmer de satellite, d'avion ou de drones, ou de filmer sous l'eau ou de faire des analyses automatiques en continu, qui permettront de mieux inventorier la biodiversité aquatique et dépendante des zones humides. En France à partir de 2013, les SRCE (Schéma régional de cohérence écologique) contiennent un volet trame bleue devant permettre aux PLU et SDAU de décliner cette trame aux échelles locales.
Selon Roche et al., parmi les grands enjeux de la directive en termes de recherche, figurent « la compréhension de la dynamique des écosystèmes » (jusqu'au bon état écologique), une meilleure connaissance relative aux eaux souterraines, le développement de l’écotoxicologie et une nouvelle approche de l’économie de l’eau, en termes de services écosystémiques notamment.